# “一分钟人”雕塑
“一分钟人”是1874年丹尼尔·切斯特·弗伦奇制作的雕塑，位于马萨诸塞州康科德的一分钟人国家历史公园。经广泛調查研究，雕塑创作于1871年至1874年间，起初计划材质为石头，后改为青铜，由国会拨款的十架南北战争时期大炮铸成。
该雕像描绘了一名一分钟人。他放下犁，决定加入康科德之战的爱国者军事力量。这位年轻人将大衣扔在犁上，长枪握在手中。19世纪的艺术史学家注意到这个姿势类似于观景殿的阿波罗。直到20世纪后期，人们都认为此姿势借鉴了早期的雕像。现代艺术史学家证实，根据丹尼尔·切斯特·法兰奇的日记，观景殿的阿波罗只是研究“一分钟人”的几尊雕像之一。
1875年，这座雕像于康科德战役一百周年揭幕。雕像廣受好评，佳评不断。该雕像已成为妇女参政论者、美国国民警卫队和美国空军国民警卫队的象征，且已用于硬币，例如列克星敦-康科德150周年50美分纪念币和马萨诸塞州25美分纪念币。

## 背景
“一分钟人”或民兵连是马萨诸塞湾省的部分民兵力量。他们能在接到指令一分钟内做好战斗准备，由此被称为“一分钟人” 。由于马萨诸塞州民兵未能应对1774年9月的火药危机，这支部队应运而生。同16至60岁健壮白人男子组成的一般民兵不同，这两个民兵连都是年轻的志愿者，每周演习3次，报酬是一先令八便士。 普通民兵和一分钟人之间另一区别在于军官的任命方式。一般的民兵军官由州长作为政治恩惠而指定，一分钟人的军官则由整支队伍选举产生。直至1775年2月，马萨诸塞州康科德两支连队共有104名一分钟人。 

### 列克星敦和康科德战役
更多信息：请参见列克星敦和康科德战役
1775年马萨诸塞省议会指定在康科德储存爱国者的大炮、火药和弹药。 面对不断增长的武器储备，英国将军汤马士·盖奇派间谍到康科德调查准备情况。 根据间谍的报告和殖民地大臣达特茅斯伯爵威廉·莱格的指示，盖奇下令对康科德进行先发制人的打击行动。 1775年4月19日拂晓，英国少校约翰·皮特凯恩指挥的6个掷弹兵和轻步兵连，和由约翰·帕克指挥的70名民兵队伍在列克星敦公地会面。 这些民兵保持警惕，以应对来自波士顿由保罗·里维尔, 威廉·道斯和塞缪尔·普雷斯科特率领的英国先头部队。列克星敦之战第一枪由谁打响尚不清楚，但经过不到30分钟的战斗，8名民兵阵亡，9人受伤。 击溃爱国者后，皮特·凯恩将部队转移到康科德。
遭到普雷斯科特的“警告”后，基于来自列克星敦的情报，来自康科德和林肯的150名一分钟人，在詹姆斯·巴雷特的指挥下在康科德公地集中火力。 遭遇前进的英军后，这些一分钟人一枪没开，撤退到了地势较高的地方。 英国军队控制该镇后，搜查并摧毁了储存的物资。 大炮、火枪弹和面粉都无法再使用，但火药在被没收前已转移。 英国人在镇上搜查时，一分钟人转移到了老北桥并获得其他城镇民兵的增援。 在桥上，400名一分钟人和民兵击退了英国人的先头部队并迫使他们撤退。 大部分参加康科德之战的一分钟人，在英国人从桥上撤退后就返回家中。 但从其他城镇赶来的一分钟人，在返回波士顿期间与英国军队发生了小规模冲突。

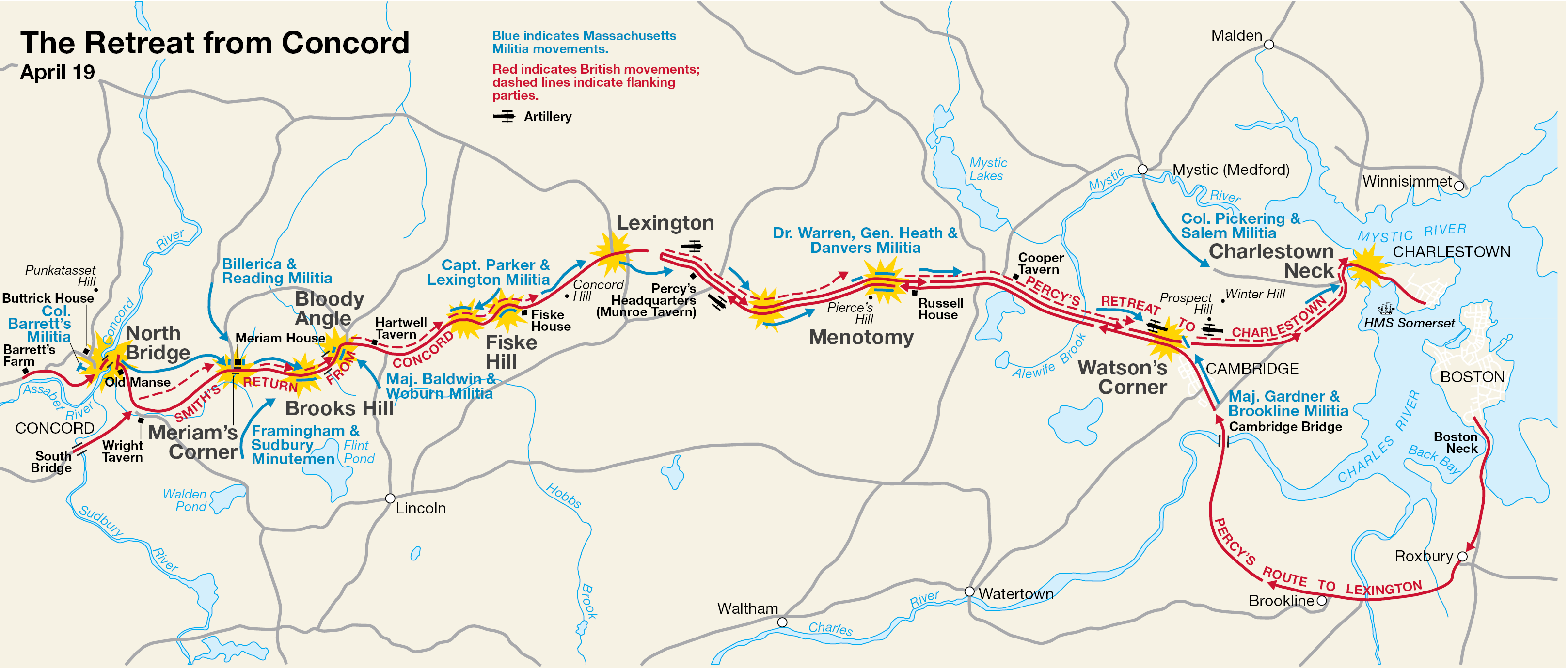
美国国家公园管理局地图，展示了康科德战役和英国人撤退情况

### 1836年战役纪念碑

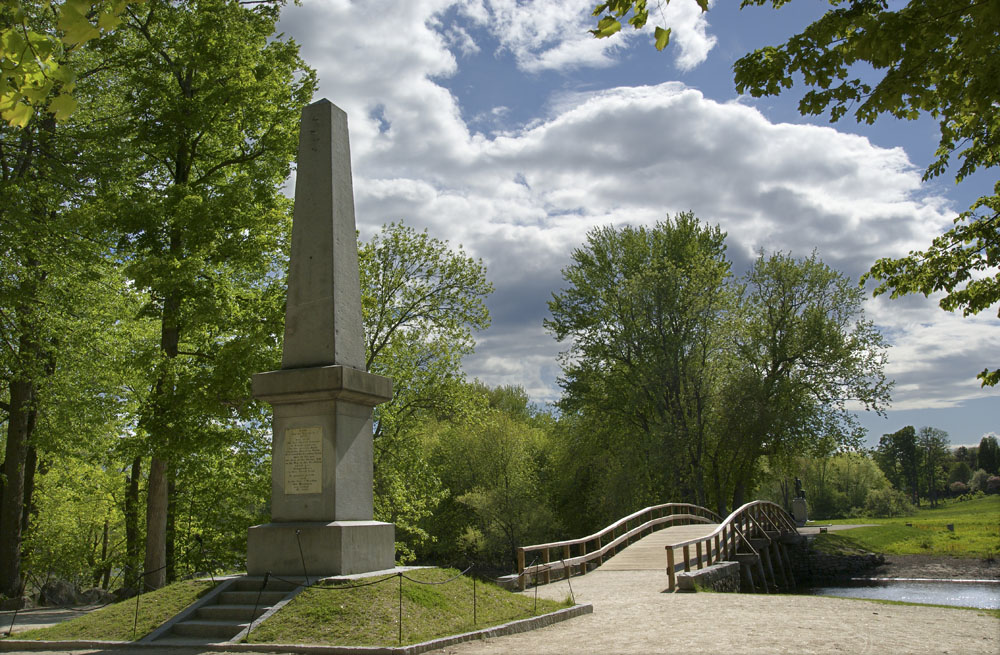
1836年方尖碑，“一分钟人”雕塑就在康科德河对岸

1825年，邦克山纪念碑协会向康科德捐赠了500美元（相当于2019年的11299美元），用于建造康科德战役纪念碑。 起初计划将纪念碑放置在康科德“靠近镇泵”的地方。 但由于镇内意见不统一，资金被长久搁置。直到1835年，埃兹拉·里普利为纪念碑捐赠了旧北桥附近的土地。获赠土地后，该镇请所罗门·威拉德设计了一座朴素的25英尺高（7. 6米）花岗岩方尖碑，以纪念康科德战役60周年。 先验主义者作家拉尔夫·沃尔多·爱默生撰写了“康科德赞美诗”以纪念1836年纪念碑的落成。 在仪式上，众人唱起了“诗篇100篇——颂赞之诗”。
方尖碑矗立在当时战斗中英军在所在的河岸，这令爱默生感到不悦。 而“一分钟人”雕塑是为1875年战斗百年庆典而建造，与之前的纪念碑不同，它被放置在马萨诸塞州民兵所在的河岸上。 

## 创作与揭幕
一分钟人纪念碑委员会由乔治·M·布鲁克斯、约翰·B·摩尔、约翰·S·凯斯和爱默生组成，委员会仅考虑邀请丹尼尔·切斯特·法兰奇（因为他来自康科德），以及他的父亲亨利·F·弗伦奇（当地著名律师和前任法官）。 这尊雕像是法兰奇的第一件等尺寸作品。此前法兰奇制作了他父亲的半身像和另外一座雕像。 1871 年，也就是他正式受聘的前一年，委员会主席要求法兰奇开始筹备制作一分钟人雕像。 整整一年，法兰奇为雕像勾画了各种可能的姿势。当年夏天，法兰奇创作了一座“类似人物”的小型黏土塑像，被委员会否决。 那尊雕像的外观不明，并没有被保存下来。
法兰奇为“一分钟人”雕塑做了功课，研究当时的牛角制火药筒和按钮。 根据哈罗德·霍尔泽的说法，法兰奇是个英俊的男人，因此“有一排的年轻女性在他的工作室外头，跃跃欲试准备向他展示所谓的殖民时期文物”，以帮助他进行研究。 1873年，雕像委员会接受了他的第二个粘土模型。 同年，雕像的材质从石头改为青铜。 1873年9月，该雕像的微型版本在当地艺术比赛拔得头筹，但评论家们认为该雕像的姿势“僵硬得令人尴尬”。 在放大过程中，借助模特的参与，“一分钟人” 雕塑的姿势变得更加自然。到1874年9月雕像完成，泥塑雕像的石膏版本被送到马萨诸塞州奇科皮的艾姆斯制造厂。  由于镇上没有资金铸造青铜雕像，埃比尼泽·R·霍尔提出了一项法案，由美国国会拨款，投入十架美国内战时期的大炮 这座雕像是用其中的金属所铸造。
这座雕像于1875年4月19日，在康科德战役百年庆典期间揭幕，尤利西斯·辛普森·格兰特和拉尔夫·沃尔多·爱默生出席了仪式。 而法兰奇由于在1874年前往意大利深造雕塑而缺席。霍尔泽认为，法兰奇不去庆典是因为他担心当代评论家“抨击这座雕像”。 不过法兰奇的担忧毫无必要，艺术评论家和公众对这尊雕像评价积极。

### 1775年的康科德一分钟人
1889年，法兰奇受康科德镇的委托，为约克镇级炮舰USS康科德重新制作“一分钟人”雕像。 美国国会出资建造的新雕像被命名为“1775 年的康科德一分钟人”。 重新制作的雕像去除了此前表面上的一些瑕疵，并融入了布杂艺术风格。 法兰奇让新雕像的运动感更加流畅和自然。 新雕像于1890年完工，1891年安装在炮艇上。雕像的复制品也在1940年代，被放置到奥马哈级巡洋舰 USS康科德。

## 构成

### 雕像

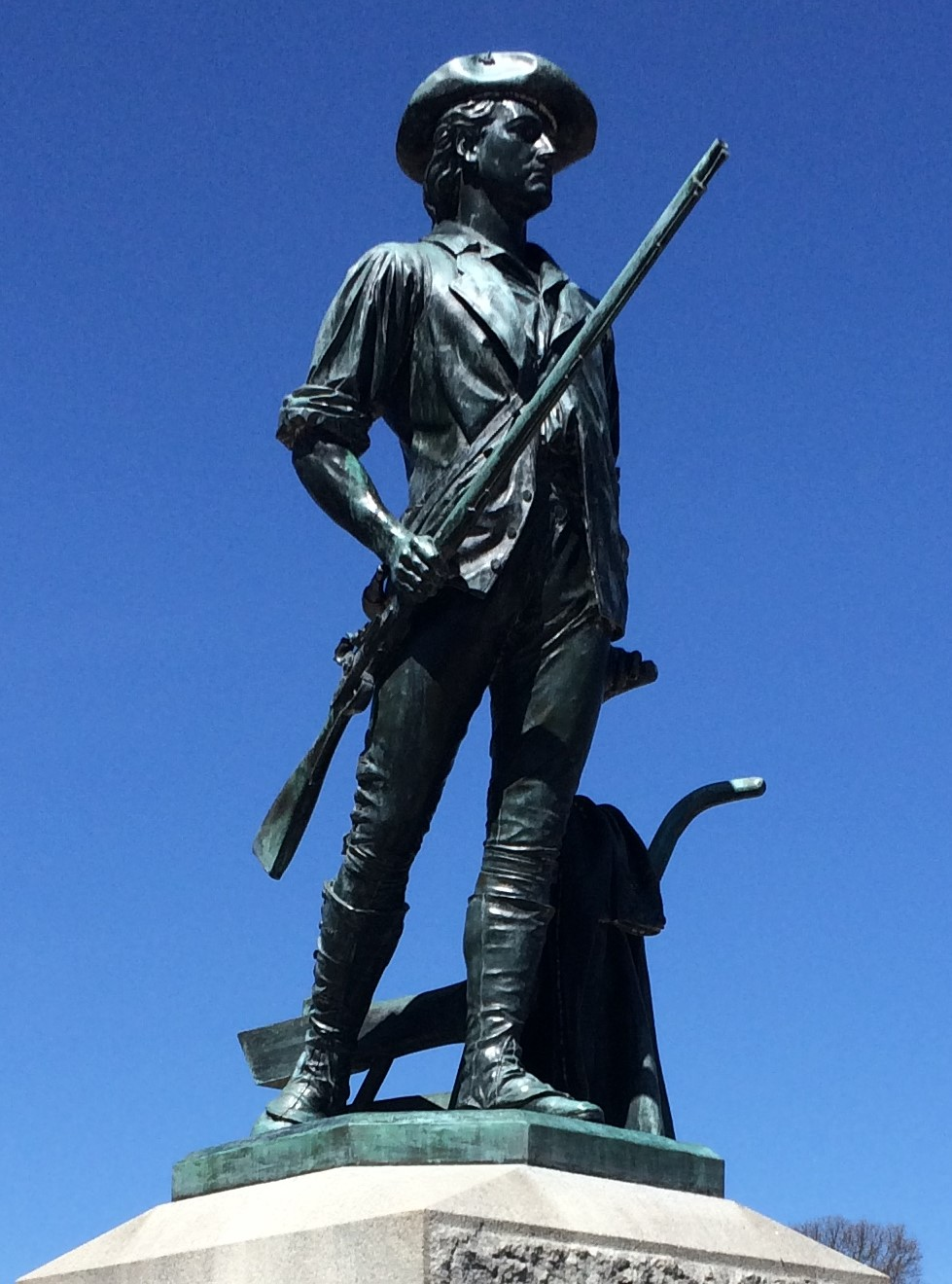
没有底座的“一分钟人”雕塑特写

这座雕像高7英尺（2.1米），描绘了康科德战役中的一名一分钟人。这位农民出身的士兵用他的犁换取燧发长枪，抛开私人生活，迈向即将到来的战斗。 一分钟人卷起外套和衬衫的袖子，大衣披在犁上。 一个牛角制火药筒被错放在了他的背部，而非胯部。 他神色警觉，双眼凝视着即将进入的战斗。
人们将士兵的姿势与观景殿的阿波罗进行了比较。 十九世纪和二十世纪的艺术评论家们，例如罗拉多·塔夫脱和 H· C· 霍华德认为该姿势直接复制了罗马雕塑。 尤其是霍华德，他轻描淡写，称这座雕塑“只不过是观景殿的阿波罗的美国化演绎”。 与法国期刊合作的现代学者则不同意该姿势是复制，同时也承认法兰奇在创作“一分钟人”时使用了各种古典雕塑的石膏模型，包括观景殿的阿波罗为灵感来源之一。

### 基座
“一分钟人”雕塑，原本计划被放置在康科德镇附近的一块巨石上。 出于法兰奇和他父亲的坚持，该镇同意设计一个石头基座。有几位建筑师向该镇提交了设计方案，其中包括法兰奇的兄弟，但最终获胜者为詹姆斯·埃利奥特·卡博特。由此而生的设计是一个简单的花岗岩基座，高7.5英尺（2.3米），宽4.5英尺（1.4米），两侧刻有铭文。 正面刻有拉尔夫·沃尔多·爱默生的“康科德赞美诗”。 卡博特的设计与法兰奇的基座最终设计几乎相同。在“一分钟人”雕塑的整个创作过程中，法兰奇草绘并建造了各种可能的基座。
底座下面是一个铜制的来自1875年的时间胶囊，其中包含过去的战役庆祝活动物件、地图、雕塑和雕塑家的照片。 1975年，第二个时间胶囊被放置在基座下方，其中包括美国女童军徽章、美国建国二百周年的旗帜以及一盒磁带。

## 反响
“一分钟人”雕塑获得了来自艺术史学家和评论家的高度评价。鲁德亚德·吉卜林在美国巡演期间，看到雕像和战场遗址时他“差点哽咽”。 安娜•希通-施密特在她1922年在《美国艺术杂志》上的法语传记中，称其为“我们士兵纪念碑中最鼓舞人心的纪念碑”。 波士顿国家历史遗址委员会在1959年的中期报告中，声称这座雕像“完美表现了美国爱国者”。 1971–1972年山缪·亨利·卡瑞斯研究员迈克尔·里奇曼，称其为“十九世纪美国雕塑的杰作”。 来自《西部都市报》的克里斯·伯杰伦将“一分钟人”雕塑描述为“富有理想主义的自然主义细节”。 哈罗德·霍尔泽将这座雕像描述为法兰奇“自然主义、伟大的人文情怀、凸显主题”风格的代表。
路易莎·梅·奥尔科特, 《妇女杂志》撰稿人，评论道其揭幕仪式上缺乏女性角色。 奥尔科特等妇女参政论者将雕像作为争取投票权的象征，19世纪80年代妇女参政论者前往雕像朝圣。

### 政府使用
“一分钟人”雕塑被美国政府广泛使用，以唤起“公民士兵”的理念、纪念康科德战役并作为马萨诸塞州的象征。雕像出现在美国国民警卫队和美国空军国民警卫队的印章上，是两个组织的象征。 1925年，美国邮政部发行了一张5美分的邮票，描绘了“康科德赞美诗”中的雕像和诗句。 美国财政部已经在战争债券和储蓄债券二者上使用了雕像。 “一分钟人”雕塑曾两次被用于美国硬币。它出现在铸于1925年的列克星敦-康科德150周年50美分纪念币。 该雕像还出现在2000年马萨诸塞州25美分纪念币正面，就在州轮廓图旁。
- 1925年美国邮政部发行的5美分邮票
- 列克星敦-康科德150周年50美分纪念币，正面的“一分钟人”
- 20世纪40年代，美国战时情报局促销战争债券的宣传海报
- 马萨诸塞州25美分纪念币的反面，包括州地图和雕像
- 美国空军国民警卫队的盾牌

### 引用
1. ↑  Zarzeczny 2018，第663頁
2. ↑  Gross 2011，第58頁
3. 1 2 3  Gross 2011，第59頁
4. ↑  Gross 2011，第69頁
5. ↑  Gross 2011，第68頁
6. ↑  Gross 2011，第109–112頁
7. ↑  Gross 2011，第112–113頁
8. ↑  Gross 2011，第115–116頁
9. ↑  Gross 2011，第116–117頁
10. ↑  Gross 2011，第117頁
11. ↑  Gross 2011，第119頁
12. ↑  Gross 2011，第121頁
13. ↑  Gross 2011，第122–123頁
14. ↑  Gross 2011，第123頁
15. ↑  Gross 2011，第125頁
16. ↑  Gross 2011，第126頁
17. ↑  Gross 2011，第127頁
18. ↑  Boston National Historic Sites Commission 1959，第86頁
19. 1 2  Boston National Historic Sites Commission 1959，第87頁
20. 1 2  Boston National Historic Sites Commission 1959，第85頁
21. ↑  Boston National Historic Sites Commission 1959，第88頁
22. 1 2  Holzer 2019，第41頁
23. 1 2 3  Holzer 2019，第42頁
24. 1 2 3  Maas, Steve. . The Boston Globe. April 5, 2019  [January 10, 2020]. （原始内容存档于April 8, 2019）.
25. 1 2 3 4 5 6 7 8  Tolles 1999
26. ↑  Holzer 2019，第44頁
27. ↑  Richman 1972，第99–100頁
28. ↑  Richman 1972，第100頁
29. ↑  Richman 1972，第101頁
30. ↑  Holzer 2019，第49頁
31. ↑  波士顿国家历史遗址委员会 1959，第90頁
32. ↑  Eaton, Aurore. . New Hampshire Union Leader. July 7, 2019  [January 11, 2020]. （原始内容存档于January 11, 2020） （英语）.
33. ↑  Boston National Historic Sites Commission 1959，第84頁
34. 1 2  Holzer 2019，第49–51頁
35. ↑  Kowalski 2007，第55頁
36. ↑  Holzer 2019，第54頁
37. 1 2  Holzer 2019，第43頁
38. 1 2  Bergeron, Chris. . The MetroWest Daily News. November 10, 2013  [January 11, 2020]. （原始内容存档于January 11, 2020） （英语）.
39. 1 2 3  Richman 1972，第99頁
40. 1 2  Howard 1906，第549–550頁
41. ↑  Richman 1972，第99–102頁
42. 1 2 3  Holzer 2019，第45頁
43. ↑  Richman 1980，第47頁
44. 1 2  . Minute Man National Historical Park. National Park Service (NPS). January 11, 2020  [May 28, 2020]. （原始内容存档于April 26, 2020）.
45. ↑  Holzer 2019，第48頁
46. ↑  Richman 1980，第48頁
47. ↑  Benfey 2019, Chapter 2 Section 3
48. ↑  Seaton-Schmidt 1922，第3頁
49. ↑  Richardson 2015，第26–27頁
50. ↑  Richardson 2015，第35–39頁
51. ↑  Zarzeczny 2018，第663–665頁
52. ↑  Eisen, Jack. . The Washington Post. September 23, 1984  [May 27, 2020]. （原始内容存档于May 28, 2020）.
53. ↑  Tower, Samuel A. . The New York Times. April 6, 1975  [May 28, 2020]. （原始内容存档于2022-01-05）.
54. ↑  Holzer 2019，第57頁
55. ↑  Swiatek & Breen 1981，第135頁
56. ↑  Ganz 2008，第88–89頁